# Johanne Fritz Petersen
Johanne Fritz Petersen, född Johanne Petersen 18 oktober 1879 i Århus, död 22 december 1961, var en dansk skådespelare. Hon var gift första gången med skådespelaren Fritz Petersen och andra gången med regissören August Blom.
Fritz Petersen scendebuterede på en teater i Thisted 1899. Hon var engagerad vid Casino Teatret i Köpenhamn 1901-1910 där hon medverkade i operetter och folklustspel. Hon filmdebuterade 1912 och blev fast engagerad vid Nordisk Film 1913.
Efter giftemålet med August Blom uppträdde hon som Johanne Blom.

## Filmografi (urval)
- 1938 - Blaavand melder storm
- 1934 - Barken Margrethe af Danmark
- 1913 - De nygifte
- 1913 - Miraklet
- 1912 - Chaufførens hemmelighed